# Tasimia drepana
Tasimia drepana is een schietmot uit de familie Tasimiidae. De soort komt voor in het Australaziatisch gebied.